# Sweet Revenge (album, 1994)
Sweet Revenge est un album de Ryuichi Sakamoto, sorti en 1994.

## Liste des morceaux
Les 13 pistes de cet album sont :
| No  | Titre                        | Durée |
| --- | ---------------------------- | ----- |
| 1.  | Tokyo Story                  | 1:16  |
| 2.  | Moving On                    | 5:44  |
| 3.  | Sentimental                  | 5:56  |
| 4.  | Regret                       | 5:39  |
| 5.  | Pounding At My Heart         | 5:32  |
| 6.  | Love And Hate                | 5:27  |
| 7.  | Sweet Revenge                | 4:07  |
| 8.  | 7 Seconds                    | 3:33  |
| 9.  | Anna                         | ?     |
| 10. | Same Dream, Same Destination | 4:03  |
| 11. | Psychedelic Afternoon        | ?     |
| 12. | Interruptions                | 4:51  |
| 13. | Water's Edge                 | 5:18  |